# Micraglossa aureata
Micraglossa aureata är en fjärilsart som beskrevs av Inoue 1982. Micraglossa aureata ingår i släktet Micraglossa och familjen Crambidae. Inga underarter finns listade i Catalogue of Life.